# Храм Архангела Гавриїла
Храм Архангела Гавриїла — православний храм, розташований на головній вулиці міста Назарет, Ізраїль.
Храм знаходиться над джерелом, біля якого за православною традицією було перше благовіщення Богородиці від архангела.
Поруч знаходиться «Колодязь Діви Марії».
Храм Архангела Гавриїла вважається основним храмом православної арабської громади міста. Служба в храмі ведеться грецькою та арабською мовами.

## Історія
У III столітті над джерелом, біля якого за біблійною традицією Архангел повідомив Благу звістку, був збудований храм.
Пізніше, у VII столітті, він був зруйнований арабськими завойовниками та відновлений в XII столітті хрестоносцями.
Храм знову був зруйнований після їх поразки у 1263 році.
У 1767 році Храм Архангела Гавриїла було відновлено на руїнах храму, збудованого хрестоносцями. Камені часів хрестоносців, що залишилися навколо джерела, були залишені недоторканими.
В другій половині XIX століття храм прийшов в запустіння. Тільки наприкінці дев'ятнадцятого століття Імператорське православне палестинське товариство допомогло зібрати для нього кошти на ремонт та реставрацію.
Також Товариство пожертвувало храму зототу лампаду, яку розмістили над місцем Благовіщення, та ікони «Благовіщення» і «Цілування Пресвятої Богородиці та святої праведної Єлисавети», виконані начальником Троїце-Сергієвої іконописної майстерні — ієромонахом Симеоном.

## Опис
В середині храму встановлений вирізьблений дерев'яний іконостас у стилі бароко, який храму подарував грецький купець у 1766 році.
Іконостас звичайного зразка, з Царськими вратами та двома боковими: північними та південними. У вівтарі, що розміщується в одній апсиді, є три престоли, які розташовані на деякій відстані один від одного, і це є рідкісною особливістю цього храму.
Головна святиня храму, джерело, розташоване в крипті. До нього ведуть шість сходин. У облицьованій мармуром кам'яній ніші на підлозі знаходиться невеликий отвір, оточений сріблом і закритий срібною кришкою із зображенням Благовіщення. Срібним черпаком на ланцюжку з джерела дістають воду.
Над джерелом знаходиться кам'яний престол з чудотворною іконою Благовіщення, що має російське походження. На іконі зображена Богородиця з немовлям в утробі і Архангел Гавриїл, що повідомляє їй Благу звістку.